# Finnbråtan
Finnbråtan is een plaats in de Noorse gemeente Eidsvoll, fylke Akershus. Finnbråtan telt 801 inwoners (2007) en heeft een oppervlakte van 0,63 km².